# Prince (ancienne circonscription fédérale)
Pour l’article homonyme, voir Prince.
Prince fut une circonscription électorale fédérale de l'Île-du-Prince-Édouard. La circonscription fut représentée de 1904 à 1968.
La circonscription a été créée en 1903 avec des parties de Prince-Est et Prince-Ouest. Abolie en 1966, la circonscription fut dissoute parmi Egmont et Malpeque.

## Géographie
En 1952, la circonscription de Prince comprenait:
- Le comté de Prince

## Députés
1. 1904-1908 — Alfred Alexander Lefurgey, Conservateur
2. 1908-1917 — James Williams Richards, Libéral
3. 1917-1919 — Joseph Read, Libéral
4. 1919¹-1921 — William Lyon Mackenzie King, Libéral
5. 1921-1939 — Alfred Edgar MacLean, Libéral
6. 1940¹-1945 — James Layton Ralston, Libéral
7. 1945-1957 — John Watson MacNaught, Libéral
8. 1957-1963 — Orville Howard Phillips, Progressiste-conservateur
9. 1963-1965 — John Watson MacNaught, Libéral (2)
10. 1965-1968 — David MacDonald, Progressiste-conservateur

- ¹ = Élections partielles